# Луї Еміль Комб
Луї Еміль Комб (фр. Émile Combes фр.: [emil kɔ̃b]; 6 вересня 1835, Роккурб, департамент Тарн, — 25 травня 1921, Понс, департамент Приморська Шаранта) — французький державний і політичний діяч; масон.

## Життєпис
Народився в сім'ї кравця. Спочатку вивчав богослов'я і був висвячений в вікарії, доктор теології (1860). Потім вступив на медичний факультет; довго був практикуючим лікарем в різних містах. У 1876 обраний мером міста Понс і членом генеральної ради департаменту Нижньої Шаранти.
У 1885 році обраний, а в 1894 і 1903 роках переобраний до сенату, входив до групи радикалів. У сенаті він виступав переважно з питань народної освіти. У 1895-96 роках обіймав посаду міністра освіти в кабінеті Буржуа.
Після виходу у відставку кабінету Вальдек-Руссо, в 1902 Комб сформував кабінет з різних членів лівих до радикалів-соціалістів включно, але без соціалістів.
Кабінет спирався на «блок» з усіх лівих партій, включаючи соціалістів. Кабінет Комба перервав дипломатичні відносини Франції з Ватиканом, провів закон про конгрегаціях, підготував Закон про поділ церков і держави.
У січні 1905 року коаліція правих з деякими соціалістами і радикалами (в тому числі майбутніми президентами Мільєраном, Думером і іншими) змусила його піти у відставку, поступившись місцем кабінету Моріса Рувьє.